# Pseudoachondroplasie
La pseudoachondroplasie est un nanisme en rapport avec une maladie constitutionnelle de l'os d'origine génétique.

## Autres noms de la maladie
- Dysplasie spondyloépiphysaire pseudoachondroplasique
- Dysplasie pseudoachondroplasique

## Étiologie
- Mutation du gène COMP localisé sur le locus p12-p13.1 du chromosome 19 qui code la protéine de la matrice cartilagineuse ou Cartilage Oligomeric Matrix Protein.
- Différents types de mutation du gène COMP existent.

## Incidence
1 sur 30 000 naissances.[réf. souhaitée]

## Description
- Les enfants naissant avec cette maladie ont une taille à la naissance normale sans anomalie du visage. La croissance commence à se ralentir vers deux ans avec une marche dandinante. Ce ralentissement de croissance aboutit à un nanisme avec apparition de déformation osseuse atteignant les membres et la colonne vertébrale. La taille des adultes est compris entre 80 et 130 centimètres.
- Il existe aussi des douleurs articulaires principalement au niveau des articulations des membres inférieures.
- Il n'existe aucune déficience intellectuelle.

## Diagnostic
Sur la clinique et les radiographies osseuses.
La recherche de la mutation est nécessaire chez le patient afin de confirmer le diagnostic et de rechercher la mutation chez les personnes à risque.

### Anténatal
Dans les familles à risque, une recherche de la mutation, si elle est connue, est possible par prélèvement de trophoblaste ou par amniocentèse.

### Différentiel
La dysplasie épiphysaire multiple est le diagnostic différentiel principal.

## Mode de transmission
- Transmission autosomique dominante
- Mais il existe des cas survenant par mutation de novo

## Traitement
Essentiellement la kinésithérapie et le traitement chirurgical, à prescrire avec prudence.
L'opération est à prévoir en dernier recours.

## Dépistage prénatal, avortement sélectif et enjeux éthiques
Cette atypicité viable, avec des signes curables et sans danger élevé pour la vie de la mère, de la stature et de l'anatomie avec léger syndrome dysmorphique et sans aucun handicap mental serait acceptée à environ 80 % comme motif d'interruption médicale de grossesse en France en 1997, c'est-à-dire que les fœtus peuvent faire l'objet à condition que cette anomalie soit dépistée et donc parce qu'ils en sont porteurs d'une IMG, sans aucune restriction de délai supérieure ou égale à celle qui limite à l'inverse l'IVG (sans condition). De nombreux fœtus concernés sont donc avortés artificiellement et sélectivement de ce fait. Cela est un exemple d'enjeux éthiques importants interrogeant en particulier sur la perception occidentale contemporaine du handicap et de la supposée norme ou différence si les personnes de plus petite taille n'ont pas le même droit à la vie, comme le dénonçait le médecin Pierre Maroteaux l'année précédente en généralisant le constat et en soulignant un problème sociétal de tendance intolérante qu'il jugeait eugéniste avec les statures limitées: « dans l'optique actuelle de notre monde occidental il est impossible de réussir sa vie si certains critères de taille, de poids ou de situation, ne sont pas réunis. Plus grave est le rejet de ceux qui ne répondent pas à ces critères (...). Les sujets de petite taille ont-ils encore le droit de vivre ? ».

## Sources
1. ↑  Corinne Assouline, « La décision d'interruption médicale de grossesse : aspects éthiques », Éthique Sorbonne Paris Cité,‎ 1997 (lire en ligne [PDF])
2. ↑  Pierre Maroteaux, « « J'accuse ! La petite taille a-t-elle encore droit de cité ? » », Archives Pédiatriques, vol. 3,‎ 1996, p. 649-650

- (fr) Orphanet
- (en) Online Mendelian Inheritance in Man, OMIM (TM). Johns Hopkins University, Baltimore, MD. MIM Number:177170
- (en) Daniel H. Cohn, Pseudoachondroplasia In : GeneReviews at GeneTests: Medical Genetics Information Resource (database online). Copyright, University of Washington, Seattle. 1997-2005. .

## Associations
- Association des personnes de petite taille